# Europeisk ekonomisk intressegruppering
En europeisk ekonomisk intressegruppering (EEIG) är en typ av företagsform som i praktiken tillåter handelsbolag att verka fritt över gränserna inom Europeiska unionen. Några kännetecken är att de som avser att bilda en gruppering ska ingå ett avtal och låta registrera grupperingen. Grupperingen behöver inte ha något eget kapital och medlemmarna är obegränsat solidariskt ansvariga för grupperingens skulder.